# Schillerpark-Komplex
Der Schillerpark-Komplex ist ein Gebäudekomplex in Linz, Oberösterreich. Er liegt an der als Einkaufsmeile bekannten Landstraße im Zentrum der Stadt. Seit seiner Fertigstellung im Jahr 1982 beinhaltet der Komplex neben einer Einkaufspassage auch ein Casino sowie ein Hotel. Das Gebäude ist durch seine für die Nachkriegszeit typische Architektur ein Kulturdenkmal der Stadt Linz.

## Entwicklung
Der Schiller-Komplex wurde zwischen 1979 und 1982 gebaut. 
Architekt war Artur Perotti, der in Linz einige für die Nachkriegszeit typischen Gebäude entwarf. Zum Komplex gehören das Casino Linz sowie das Hotel Schillerpark, welche beide 1982 eröffnet wurden. Seither wurde der Gebäudekomplex mehrfach umgebaut, u. a. durch die Erweiterung des Casinos 1995. Die Neugestaltung des gesamten Einkaufskomplex dauerte ca. elf Monate und wurde im Oktober 1998 abgeschlossen. Die renovierte Geschäfts-Passage wurde am 30. November 1998 vom damaligen Bürgermeister Franz Dobusch, Leo Wallner, dem ehemaligen Generaldirektor der Casinos Austria AG, und dem damaligen Generaldirektor der Wiener Städtische Versicherung, Siegfried Sellitsch neueröffnet.
Dabei wurde der neu gestaltete, von der Versicherung mitfinanzierte Vorplatz an die Stadt Linz übergeben sowie der Casino-Brunnen vor dem Gebäude enthüllt. 2013 wurde das Trend Hotel Austria am Schillerpark ebenfalls komplett renoviert.
2013 kaufte Ernst Kirchmayr, Betreiber der PlusCity sowie der Lentia City, den Gebäudekomplex vom bisherigen Eigentümer der Verkehrsbüro Group. Diese hat mit Kirchmayr einen Pachtvertrag über das Hotel auf weitere 15 Jahre abgeschlossen, um sich auf das Kerngeschäft, die Hotellerie, zu konzentrieren.

## Architektur
Der Bau ist ein in monumentale Kuben aufgegliederter Stahlbetonskelettbau mit gerasterter, verspiegelter Fassade. Hoteltrakt und Casinotrakt, beide zehn-geschoßig, sind durch einen niedrigeren Verbindungstrakte zu einem Komplex geschlossen, vor dem sich heute noch ein Eingangsbereich mit einem achteckigen Glasturm bis an den Schillerpark erstreckt. Südlich liegt am Hotelturm ein weiterer Trakt, der zum Häuserblock hinein den dachbegrünten Wellnessbereich des Hotels trägt.
Der Baukomplex ist ein typisches Beispiel für den strukturalistisch geprägten Spätinternationalismus der 1970er und 80er mit einem Bekenntnis zu einer zeit- und ortslosen Urbanität.

## Nutzung
Im Gebäudekomplex am Schillerpark sind neben dem Casino (Casinos Austria) und dem Hotel (heute ein  Austria Trend Hotel der Verkehrsbüro Hotellerie) drei Themenrestaurants (Morgenstund’, Restaurant Tafelspitz, Restaurant Primo Piano), das Casino Restaurant Rouge & Noir, die Casinobar und die Café-Bar Schiller’s untergebracht. 
In der Einkaufspassage Schillerpark sind Geschäfte verschiedener Branchen untergebracht. Dazu zählen die Osteria am Schillerpark, Ruefa Reisebüro, das Institut für Computertomographie und Magnetresonanztomographie am Schillerpark, Vitalakademie.